# Joshiraku
Joshiraku és un manga creat pel guionista Kôji Kumeta i per l'il·lustrador Yasu que tracta sobre unes amigues que mantenen converses a l'estil rakugo a un vestuari. Ha estat adaptat a una sèrie d'anime i una obra de teatre.
La cançó del final que sona a l'anime és "Nippon Egao Hyakkei" (ニッポン笑顔百景) del grup Momoiro Clover Z.

## Repartiment de l'obra de teatre
Les actrius, les quals són totes membres del grup musical d'idols Nogizaka46, foren seleccionades per Keita Kawajiri i els fans que atengueren.
- Marika Itō, Kazumi Takayama, i Himeka Nakamoto com a Tetora Bōhatei
- Misa Etō, Yuri Saito, i Sayuri Matsumura com a Marii Buratei
- Sayuri Inoue, Hinako Kitano, i Minami Hoshino com a Kigurumi Harōkitei
- Kotoko Sasaki, Ami Nojō, i Miona Hori com a Gankyō Kurubiyutei
- Asuka Saitō, Kana Nakata, i Rena Yamazaki com a Kukuru Ankuratei